# 愚人节
愚人节（April Fools' Day）為每年的4月1日，是从19世纪开始在西方兴起流行的民间节日，并未被任何国家认定为法定节日。在这一天人们習慣以各种方式互相欺骗、捉弄及取笑，而這些玩笑可能在隨後得到揭穿。但如果玩笑開得過大，則很可能會引起人們的恐慌，产生较大规模的反响及進一步衍生成為謠言或都市傳說等。在西方，一些大衆媒體往往也會參與甚至主導一些惡作劇。事實上，縱觀歷史，花一天時間對周圍人進行無害惡作劇的習俗在世界各地都較爲普遍。

## 起源
愚人節的起源大約有下列幾種說法：
1. 在1392出版的《坎特伯雷故事集》中，傑弗里·喬叟用了三月三十二日來形容四月一日，這被認為是一個笑話，因為 3 月只有31天，沒有 3 月 32 日，亦是四月一日愚人節的最早起源[1][2][3][4]。不過亦有說法認為這只是一個印刷錯誤[5][6]。
2. 1565年，法國国王查理九世頒布法令改以1月1日为一年的开端，改变了过去以4月1日为新年的传统。一些守旧派反对该改革，依然按照旧历法在新历4月1日送新年礼，庆祝新年。支持新年改革的人藉此对守旧派大加嘲弄，在当天给他们送假礼物，邀请他们参加假聚会。[7]从此在4月1日捉弄人的习惯便流传开来。当有人上当受骗的時候，捉弄他的人就會高呼「Poisson d'avril（四月魚）」。
3. 據古羅馬殘籍記載：羅馬在每年四月初舉行「蔓姜會」，某年「蔓姜會」，農業女神刻瑞斯之女普洛塞庇娜在極樂園採摘水仙花時，遇見冥府王普路托，兩人一見鍾情，互相示愛，普路托遂娶普洛塞庇娜為冥府王后，當他們兩個返回地府時，普路托乃差使地府中之鬼怪發出嗤嗤之笑聲，以愚弄刻瑞斯，而刻瑞斯果被愚弄，她乃循著聲音的來源尋覓。因此，他們便以每年之「蔓姜會」為「愚人節」。[7]
4. 愚人节與古羅馬的嬉樂節（Hilaria，3月25日）和印度的胡里节（Holi，到4月0日為止）有相似之處。在時間的選擇，看來與「春分」（3月21日）有關。在這時間天氣常常突然變化，恰似是大自然在愚弄人類。

## 惡作劇
很多大眾媒體會在4月1日當天故意散佈一些錯誤的新聞來娛樂大眾，甚至連許多嚴肅的媒體也以此為樂；而互聯網的普及，也為這類惡作劇提供了新的平台和新的模式。
歷史上著名的愚人節惡作劇包括：
- Kremvax事件：大概是互聯網上第一個著名的愚人節惡作劇。1984年的愚人節，互聯網的一個新聞組中出現了一條據稱是蘇聯領導人契爾年科親自發出的新聞，稱一個位於克里姆林宮的新的互聯網新聞組的伺服器已經開始運作。
- San Serriffe事件：英國《衛報》曾經在愚人節當天製作了一個特刊，專門介紹一個名為「San Serriffe」的度假島嶼。San Serriffe是sans-serif（無襯線字體）的諧音。
- 能傳播氣味的電視：BBC在某年的愚人節宣佈開始試驗通過電視傳播氣味。後來據報，確實有人聯繫BBC，稱他們嗅到了從電視機中傳來的香味。
- 樹：1957年的愚人節，BBC的一個節目報導了一棵能生長的樹，並拍攝了主人收割義大利麵的鏡頭。
- 公制時間：在很多年的愚人節，多國的新聞媒體都曾報導，時間的計算將改為十進制。（詭異的是，瑞士著名鐘錶商Swatch在1998年倡議過一種在全球通行的十進制時間標準：Swatch網際網路時間）
- 比薩斜塔倒塌：一個荷蘭媒體曾經報導，義大利著名的比薩斜塔已經倒塌。
- 電視執照：另一個荷蘭媒體曾經報導，為強制使用者購買電視許可證（當時荷蘭規定，購買電視機後必須申請執照），荷蘭政府已經研發出一種儀器，警察只要手持該儀器在街道上行走，就可以立即偵測到那些沒有執照的電視機，而唯一能躲避檢查的方法是用鋁箔將電視機包起來。新聞發佈後的幾個小時，全國的鋁箔被搶購一空。
- 1990年代初，新加坡報章在三月底連續多天刊出一種名為「XO啤酒」的產品廣告，指這種啤酒由於酒精濃度高，為防飲家喝醉了倒下，只在地板鋪有軟墊的酒吧發售，到了四月一日，報章刊登廣告表示沒有這種產品，這只是一個愚人節惡作劇。
- 取消悉尼奧運會：1999年的愚人節，一個澳大利亞電台在早晨的新聞廣播中，連線一名在國外的記者，他宣稱，國際奧委會在一個9小時的會議中做出決定，取消悉尼舉辦2000年夏季奧林匹克運動會的資格。
- 比爾·蓋茲暗殺事件：中國大陸、韓國等多國的網絡媒體在2003年的愚人節報導，微軟總裁比爾·蓋茲在出席一個慈善晚會時被槍殺。
- 2003年的愚人節，香港正值SARS事件的高峰期，一位少年模仿香港媒體明報的網頁格式，聲稱香港政府將宣布香港為疫埠，該少年隨後被拘捕並被落案檢控。
- 中國大陸攻台事件：2005年的愚人節，擔任批踢踢電子佈告欄joke板板主的台灣大學學生，模仿台灣媒體聯合新聞網的網頁格式，以代號SkyMirage發表了一篇「北京斬首行動，總統府遭到轟炸」，署名為「中央社」，內文則是謊稱總統府、博愛特區陷入火海。經過網友以即時傳訊軟件、電郵等方式傳訊，最後全台灣爭相報導此事。
- 2006年愚人節， 比爾·蓋茲以個人名義，收購了OpenOffice.org：OpenOffice.org 首頁刊登的消息。
- 2007年，Google公司提供免費無線廁所寬帶服務。[8]
- 2008年，英國BBC電台播出一則報導南極企鵝飛往雨林過冬的紀錄影片。
- 2008年，YouTube官方把所有的热门影片都换成了Never Gonna Give You Up。
- 2009年的愚人節，瀏覽維基百科，網頁標題會出現「愚人百科，慘遭惡搞的百科全書（愚人節快樂！）」
- 2009年的愚人節，偽基百科的主頁被故意改成「這不是偽基百科」，並被Rick Astley於1987年所主唱的Never Gonna Give You Up的MV及歌詞覆蓋。
- 2009年，Google公司提供「谷鴿鳥看」服務。[9]
- 2010年的愚人節，YouTube繼1080p格式的高畫質影片後推出TEXTp，該格式使用後影片將由大量文字組成，並宣稱使用其格式每秒能為YouTube節省1元美金的頻寬費用支出。[10]
- 2011年，Google公司推出「穿越搜索」功能。[11]
- 2012年，Google公司推出「Multitask」，一種容許使用者同時使用兩隻滑鼠的功能；以及[12]「日本語摩斯電碼」[13]和「水下搜索」[14]
- 2013年，Google公司推出「灵鼻子Beta」（搜索中新增气味查询功能）功能。[15]
- 2015年，部分專跑體育新聞的記者搞笑的將部分的球員被｢交易｣，並立即被排進主力陣容。如把底特律老虎隊的投手大衛·普萊斯被交易到波士頓紅襪隊，並成為開幕戰先發投手；短跑好手尤塞恩·博尔特與英超曼聯簽約成為前鋒球員、J博士重出江湖打NBA，打算｢拯救｣費城七六人隊等假新聞。
- 2016年，富士電視台宣布轉型成時代劇電視台，將改名為「武士電視台」[16]。
- 2017年，現今使用免費的軟體Algodoo要求收費，點選收費連結後自動連結至英文維基百科的愚人節條目中，在重定向前會出現一個頁面，說：「你知道今天是什麼日子嗎？」

## 反效果
不少人希望藉愚人節來為大家開玩笑，但有時玩笑開得太大，卻會适得其反。
2003年，非典型肺炎（SARS）在香港蔓延期間，香港一名14歲中學生利用從《明報新聞網》的下載得來的網頁格式改裝成另一篇新聞稿，在自己製作的網站裡發出一則假新聞，指因為SARS在香港蔓延，所以香港需要宣布成為疫埠，海陸空交通要道即時封閉，更指「恆生指數大瀉」。此外，有關報導亦指當時香港行政長官董建華因不能好好處理疫情而向中央人民政府請辭。這一則愚人節笑話新聞本來只經過ICQ傳給他自己的同學，但有同學信以為真，把連結再散播給其他人，並迅速在網絡傳播，並引起公眾恐慌，紛紛湧往超級市場搶購糧油食物。由於事態嚴重，港府立即召開記者招待會，衛生署署長公開澄清闢謠，事件才得以平息。該男生事後被警方拘捕並以《檢疫及防疫條例》票控，法官考慮他沒有嚴重刑事動機，輕判他12個月社會福利署監管令，不留案底，但要充公他的電腦硬碟，又勸勉他要將電腦知識運用於有建設性的地方。（據悉，當日《明報》總編輯張健波曾經致電向造謠男童警告）。
2010年，湖北孝感一名民眾因為透過手機發佈虛假愚人節新聞，聲稱“白桦镇于岭村一名被拆迁户于杰用汽油引爆煤气罐，致9名拆迁工作人员死亡”，由於簡訊在中國大陸瘋傳，引起混亂，因此被捕後“涉嫌散布谣言、故意扰乱公共秩序，被处以行政拘留5日，并处500元罚款”。

## 被誤以為愚人節笑話，但確有其事
- 2003年愚人節，著名香港歌影藝人張國榮在香港文華東方酒店（Mandarin Oriental）跳樓自殺。這一則死訊因在愚人節發生，消息雖然在網絡上廣泛流傳，但一度被人認為是不可能的惡作劇；直至主要媒體（包括電視和電台新聞）有所報導，才發覺消息屬實（與其他國家的媒體不同，香港媒體不會在愚人節製造假新聞），隨即帶來娛樂圈、樂壇和香港以至各地華人的震撼，不少人士均稱此事令人難以置信。
- 2004年，Google以愚人節語調介紹即將推出1GB容量的電子郵件Gmail。
- 2018年日本動畫《擁抱！光之美少女》播出期間，當天在官方網站把官方Youtube頻道宣傳橫額的人物調換成露露・艾莫爾（Cure Amour，反派形態），引人誤以為「該網站已經中毒」。
- 自2023年開始，網絡遊戲Among Us推出期間限定角色（當中有2024年的「Long Mode」），但只限於愚人節推出。